# Dębogóra (województwo kujawsko-pomorskie)
Dębogóra – wieś w Polsce położona w województwie kujawsko-pomorskim, w powiecie nakielskim, w gminie Kcynia.

## Podział administracyjny
| SIMC    | Nazwa     | Rodzaj     |
| ------- | --------- | ---------- |
| 1029477 | Dębogórki | część wsi  |
| 1029483 | Jankowo   | część wsi  |
| 1029520 | Olendry   | przysiółek |

W latach 1975–1998 miejscowość administracyjnie należała do województwa bydgoskiego.

## Demografia
Według Narodowego Spisu Powszechnego (III 2011 r.) liczyła 160 mieszkańców. Jest 27. co do wielkości miejscowością gminy Kcynia.